# Iago Falque
Iago Falque Silva (ur. 4 stycznia 1990 w Vigo) – hiszpański piłkarz występujący na pozycji skrzydłowego, cofniętego napastnika lub ofensywnego pomocnika w kostarykańskim klubie LD Alajuelense. Wychowanek Realu Madryt, w trakcie kariery grał także w takich zespołach jak FC Barcelona B, Juventus F.C., Bari, Villarreal B, Tottenham Hotspur, Southampton, UD Almería, Rayo Vallecano, Genoa CFC, AS Roma, Torino FC, Benevento Calcio i América Cali. Były młodzieżowy reprezentant Hiszpanii.